# Sasséma-Peulh
Ne doit pas être confondu avec Sasséma.
Sasséma-Peulh est une commune située dans le département de Tenkodogo de la province de Boulgou dans la région du Centre-Est au Burkina Faso.